# Али Багет
Али Багет (енгл. Alley Baggett; рођена 14. јула 1973. године) је филипинско-амерички фото-модел. Родила се и одрасла близу Хјустона, у Тексасу. Одрастајући у малом месту, била је члан навијачког тима (чирлидерсица) и играла је кошарку.
Желела је да постане модел, али је одбијена због ниског раста (1,57 m.) Шанса коју је искористила била је сарадња са фотографом Харвијем Батсом. Маја 1995. појавила се на дуплерици Плејбоја (Playboy's Book of Lingerie). Од тада се више од дванаест пута појавила на дуплерицама специјалних издања Плејбоја, и више других издања, што је скоро највећи број појављивања у Плејбоју међу свим девојкама. Такође се појављивала и у ФХМ-у.
Планира да оснује сопствену компанију за моделе, када престане активно да се бави тиме.